# Vuelta al País Vasco 2012
52. edycja wyścigu kolarskiego Vuelta al País Vasco odbyła się od 2 do 7 kwietnia 2012 roku. Wyścig liczył sześć etapów, o łącznym dystansie 824,6 km i był zaliczany jest do rankingu światowego UCI World Tour 2012. 
Zwyciężył Hiszpan Samuel Sánchez z grupy Euskaltel-Euskadi, dla którego był to pierwszy triumf w tym wyścigu, drugi był jego rodak Joaquim Rodríguez, a trzeci Holender Bauke Mollema.
W wyścigu startowało czterech polskich kolarzy: Michał Gołaś jeżdżący w Omega Pharma-Quick Step (81. miejsce na mecie), Przemysław Niemiec z Lampre-ISD (74. miejsce), Maciej Paterski z Liquigas-Cannondale (52. miejsce) i Tomasz Marczyński z grupy Vacansoleil-DCM, który nie ukończył wyścigu.

## Uczestnicy
Na starcie tego klasycznego wyścigu stanęło 20 zawodowych ekip, osiemnaście drużyn jeżdżących w UCI World Tour 2012 i dwie profesjonalne ekipy zaproszone przez organizatorów z tzw. "dziką kartą".
Lista drużyn uczestniczących w wyścigu:
| Numery | Kod | Zespół                 |
| ------ | --- | ---------------------- |
| 1-8    | RNT | RadioShack-Nissan-Trek |
| 11-18  | SKY | Team Sky               |
| 21-28  | MOV | Movistar Team          |
| 31-38  | VCD | Vacansoleil-DCM        |
| 41-48  | KAT | Team Katusha           |
| 51-58  | LIQ | Liquigas-Cannondale    |
| 61-68  | GEC | GreenEDGE Cycling Team |
| 71-78  | AST | Pro Team Astana        |
| 81-88  | ALM | Ag2r-La Mondiale       |
| 91-98  | BMC | BMC Racing Team        |

| Numery  | Kod | Drużyna                 |
| ------- | --- | ----------------------- |
| 101-108 | FDJ | FDJ-BigMat              |
| 111-118 | LAM | Lampre-ISD              |
| 121-128 | OPQ | Omega Pharma-Quick Step |
| 131-138 | LBT | Lotto-Belisol           |
| 141-148 | RAB | Rabobank Cycling Team   |
| 151-158 | GAR | Garmin-Barracuda        |
| 161-168 | SAX | Team Saxo Bank          |
| 171-178 | EUS | Euskaltel-Euskadi       |
| 181-188 | CJR | Caja Rural              |
| 191-198 | UNA | Utensilnord-Named       |

## Etapy
| Etap | Data       | Start - Meta             | km    | Typ         | Zwycięzca etapu    | Lider              |
| ---- | ---------- | ------------------------ | ----- | ----------- | ------------------ | ------------------ |
| 1.   | 2 kwietnia | Güeñes                   | 152   | Pagórkowaty | José Joaquín Rojas | José Joaquín Rojas |
| 2.   | 3 kwietnia | Güeñes - Vitoria-Gasteiz | 165,7 | Pagórkowaty | Daryl Impey        | José Joaquín Rojas |
| 3.   | 4 kwietnia | Vitoria-Gasteiz - Eibar  | 154   | Górski      | Samuel Sánchez     | Samuel Sánchez     |
| 4.   | 5 kwietnia | Eibar - Bera-Ibardin     | 151   | Górski      | Joaquim Rodríguez  | Joaquim Rodríguez  |
| 5.   | 6 kwietnia | Bera-Ibardin - Oñati     | 183   | Pagórkowaty | Joaquim Rodríguez  | Joaquim Rodríguez  |
| 6.   | 7 kwietnia | Oñati                    | 18,9  | ITT         | Samuel Sánchez     | Samuel Sánchez     |

## Liderzy klasyfikacji po etapach
| Etap                 | Zwycięzca            | Klasyfikacja generalna | Klasyfikacja górska | Klasyfikacja punktowa | Klasyfikacja sprinterska | Klasyfikacja drużynowa |
| -------------------- | -------------------- | ---------------------- | ------------------- | --------------------- | ------------------------ | ---------------------- |
| 1                    | José Joaquín Rojas   | José Joaquín Rojas     | David de la Fuente  | José Joaquín Rojas    | Davide Mucelli           | Vacansoleil-DCM        |
| 2                    | Daryl Impey          | José Joaquín Rojas     | David de la Fuente  | José Joaquín Rojas    | Julián Sánchez           | GreenEDGE              |
| 3                    | Samuel Sánchez       | Samuel Sánchez         | Mads Christensen    | José Joaquín Rojas    | Mads Christensen         | Team Katusha           |
| 4                    | Joaquim Rodríguez    | Joaquim Rodríguez      | Mads Christensen    | Samuel Sánchez        | Mads Christensen         | Team Katusha           |
| 5                    | Joaquim Rodríguez    | Joaquim Rodríguez      | Mads Christensen    | Joaquim Rodríguez     | Marco Pinotti            | Team Sky               |
| 6                    | Samuel Sánchez       | Samuel Sánchez         | Mads Christensen    | Samuel Sánchez        | Marco Pinotti            | Team Katusha           |
| Klasyfikacja końcowa | Klasyfikacja końcowa | Samuel Sánchez         | Mads Christensen    | Samuel Sánchez        | Marco Pinotti            | Team Katusha           |

## Końcowa klasyfikacja generalna
| M-ce | Imię i nazwisko        | Kraj              | Drużyna                 | Czas        |
| ---- | ---------------------- | ----------------- | ----------------------- | ----------- |
| 1.   | Samuel Sánchez         | Hiszpania         | Euskaltel-Euskadi       | 20h 58' 15" |
| 2.   | Joaquim Rodríguez      | Hiszpania         | Team Katusha            | + 12"       |
| 3.   | Bauke Mollema          | Holandia          | Rabobank                | + 42"       |
| 4.   | Damiano Cunego         | Włochy            | Lampre-ISD              | + 47"       |
| 5.   | Tony Martin            | Niemcy            | Omega Pharma-Quick Step | + 54"       |
| 6.   | Lars Petter Nordhaug   | Norwegia          | Team Sky                | + 1' 03"    |
| 7.   | Jean-Christophe Péraud | Francja           | Ag2r-La Mondiale        | + 1' 07"    |
| 8.   | Michele Scarponi       | Włochy            | Lampre-ISD              | + 1' 19"    |
| 9.   | Chris Horner           | Stany Zjednoczone | RadioShack-Nissan-Trek  | + 1' 27"    |
| 10.  | Simon Špilak           | Słowenia          | Team Katusha            | + 1' 29"    |